# Eupithecia flaveolata
Eupithecia flaveolata là một loài bướm đêm trong họ Geometridae.